# بيني مالون
بيني مالون (بالإنجليزية: Benny Malone)‏ هو لاعب كرة قدم أمريكية أمريكي، ولد في 3 فبراير 1952 في تايلر في الولايات المتحدة.

## وصلات خارجية
- بيني مالون على موقع مرجع كرة القدم المحترفة.كوم (الإنجليزية)
- بيني مالون على موقع كلية كرة القدم في سبورتس رفرنس.كوم (الإنجليزية)